# Просвещение по вопросам наркотиков
Просвещение по вопросам наркотиков (наркологическое просвещение) — это предоставление информации, ресурсов и навыков, необходимых для жизни в мире, где психоактивные вещества широко доступны и широко используются для различных медицинских и немедицинских целей, некоторые из которых могут привести к передозировкам, травмам, инфекционным заболеваниям (ВИЧ, гепатит C и т. п.) или зависимости.

## Преимущества
Просвещение по вопросам наркотиков позволяет детям, молодежи и взрослым развить знания, навыки и отношения, чтобы оценить преимущества здорового образа жизни (которые могут включать или не включать употребление психоактивных веществ), повысить ответственность за употребление наркотиков и связать это со своими собственными действиями и действиями других как сейчас, так и в их будущей жизни. Это также дает возможность людям задуматься о своем собственном и чужом отношении к различным психоактивным веществам, их употреблению и людям, которые их употребляют.

## Информационные кампании и программы по вопросам наркотиков
Просвещение по вопросам наркотиков можно проводить в различных формах, некоторые из которых более эффективны, чем другие. Примеры включают рекламные и информационные кампании, такие как кампания FRANK правительства Великобритании или американская кампания в СМИ. Кроме того, существуют школьные образовательные программы по вопросам наркотиков, такие как DARE и иные. В целях предотвращения проблемного употребления психоактивных веществ просвещение по вопросам наркотиков может укреплять мифы и стереотипы о психоактивных веществах и людях, которые их употребляют.
Просвещение по вопросам наркотиков также может принимать менее явные формы; примером этого является программа «Позитивное будущее», финансируемая правительством Великобритании как часть его стратегии в отношении наркотиков. Эта программа использует вовлечение молодых людей в занятия спортом и искусством, знакомя их людьми, которые могут выступать образцами для подражания. Этот подход подходит для молодых людей, которые бросили образование. Это также дает дополнительные преимущества для общества в виде снижения преступности и антиобщественного поведения.

## Просвещение по вопросам наркотиков в школе
Просвещение по вопросам наркотиков в школах началось с антиалкогольных «образовательных программ воздержания» Женского христианского союза трезвости в США и Канаде в конце 19 века. Во многих отношениях прогрессивная педагогическая программа WCTU дала пример для большей части того, что было сделано с тех пор во имя просвещения по вопросам наркотиков.
Прошлые исследования наркологического просвещения показали, что для того, чтобы оно было эффективным, оно должно включать в себя интерактивные стратегии обучения, которые увлекают учащихся, стимулируют мышление более высокого порядка, способствуют обучению и могут быть перенесены в реальные жизненные обстоятельства. Текущие проблемы, связанные с этим подходом, существуют при принятии научно-обоснованных программ школьного просвещения по вопросам наркотиков. В настоящее время в большинстве стран, где существуют программы и курсы по профилактике наркозависимости, они создаются и финансируются правительством. Эти образовательные программы направлены на ознакомление подростков с употреблением запрещенных наркотиков с целью предотвращения их незаконного употребления, при подчеркивании опасности злоупотребления.

### Австралия
Правительство Австралии реализовало ряд программ просвещения по вопросам наркотиков в рамках Национальной стратегии просвещения по вопросам наркотиков (NDES), обеспечив школы эффективными программами просвещения по этим вопросам. Программа направлена прежде всего на управление связанными с наркотиками проблемами и инцидентами в школах.
6 декабря 2015 года министерство здравоохранения Австралии запустило портал «Позитивный выбор» в ответ на выводы отчета Национальной целевой группы по ледовой безопасности, который обеспечивает доступ школьных сообществ к интерактивным научно-образовательным ресурсам и программам профилактики наркомании, основанных на существующих ресурсах по наркологическому просвещению, разработанных исследователями из национального исследовательского центра по наркотикам и алкоголю, которые, снижают вред, связанный с алкоголем и наркотиками, и повышают благополучие учащихся.
Австралийский департамент здравоохранения и старения определил, что анальгетики (90 %), алкоголь (80-90 %) и табак (30-60 %) были наиболее широко используемыми веществами среди подростков. В дополнение к этому, каннабис был еще одним широко используемым запрещенным веществом, который употреблялся 33 % подростков в возрасте 14-17 лет.
В дополнение к программам, финансируемым государством, ряд некоммерческих организаций (например, Life Education Australia) также предоставляют образовательные программы по вопросам наркотиков для подростков, акцент в которых которые делается на сдерживании давления со стороны сверстников. По этой программе занимаются 750 000 учащихся начальной и средней школы в Австралии каждый год.
Кроме того, в исследовании, опубликованном в журнале «Наркотики: образование, профилактика и политика», обсуждаются программы профилактики употребления алкоголя и наркотиков в Австралии для учащихся 8 и 9 классов (от 13 до 15 лет) и исследуется их влияние на предотвращение злоупотребления психоактивными веществами. Исследование пришло к выводу, что прохождение этой программы учащимся уменьшало их шансы на развитие проблем с наркотиками или алкоголем.

### США

#### DARE, Обучение сопротивлению злоупотреблению наркотиками
DARE означает «Обучение сопротивлению злоупотреблению наркотиками». В Соединенных Штатах программа DARE внедряется в последних классах начальной школы для информирования учащихся о воздействии наркотиков и искушениях, с которыми они могут столкнуться. В статье Дьюкса и Штейна «Долгосрочное влияние программы DARE» был проведен тест по критерию хи-квадрат, чтобы оценить, существует ли значительная разница между прошедшими и не прошедшими программу DARE старшеклассниками. Исследование показало, что существенной разницы в употреблении наркотиков среди этих двух групп нет. Одна из основных причин, по которой авторы упомянули, что прохождение программы DARE мало коррелирует с употреблением наркотиков, заключается в том, что существуют другие внешние причины, влияющие только на некоторых студентов, которые могут привести их к употреблению наркотиков. Кроме того, время, когда учащиеся получили DARE (5-й класс), и время, когда учащиеся сталкиваются с наркотиками, сильно разнесены во времени, поэтому учащиеся могут мало помнить о программе. Тем не менее, школы США продолжают внедрять эту программу в классах, в ней участвуют полицейские, которые по идее организаторов программы могут служить для учащихся образцом для подражания.
Такие программы, как DARE и кампания Just Say No, были внедрены в Соединенных Штатах в 1980-х и 1990-х годах, однако исследования не показали никаких доказательств их эффективности.

#### Использование стероидов в средней школе
Использование стероидов — обычная форма употребления наркотиков во многих средних школах Соединённых Штатов. Многие учащиеся, особенно мужчины, используют стероиды, чтобы улучшить свои спортивные результаты. Многие профессиональные спортсмены, например профессиональный велосипедист Лэнс Армстронг и бывший профессиональный игрок MLB Алекс Родригес, были признаны на национальном уровне как потребители стероидов. В статье в Journal of Molecular & Cellular Endocrinology приводится результат опроса 212 канадских национальных легкоатлетов, среди которых более 10 % заявили, что приняли бы запрещённый препарат, если бы его нельзя было обнаружить, если бы он мог помочь им выиграть золотую медаль на Олимпийских играх. Многие подростки боготворят спортсменов, поэтому, когда они узнают, что есть способ улучшить свои спортивные результаты при помощи стероидов и что элитные спортсмены их используют, они могут последовать их примеру.
В статье в «Журнале по злоупотреблению психоактивными веществами у детей и подростков» были представлены результаты исследования двух средних школ южной Калифорнии в пригородах, где проживает средний класс, на предмет использования старшеклассниками анаболических андрогенных стероидов. Было обнаружено, что студенты-мужчины, которые были спортсменами, чаще использовали стероиды, чем студентки или студенты не спортсмены. Большинство студентов, которые принимали стероиды, занимались спортом: американским футболом или футболом.

#### Технологии и просвещение в области наркотиков
Университет Северной Каролины Гринсборо исследовал программу профилактики наркомании All Stars, Sr.,, которая использует видео-технологии, чтобы программы просвещения в области лекарственных средств и здоровья могли охватить школы в сельских общинах.

## Внедрение
Недавние исследования показали, что существует разрыв между теорией образовательных программ и их реализацией. Это касается подхода к совместному обучению и трудностей с учителями, адаптирующими эти интерактивные образовательные программы по вопросам наркотиков. Практическое значение этих результатов состоит в том, что для повышения эффективности работы преподавательского состава и единообразного внедрения учебных программ по наркотикам требуется профессиональная подготовка и поддержка. Дополнительные исследования в области наркологического просвещения в будущем должны признать сложность реализации этих программ в школьной среде.